# Constantim (Vila Real)
Constantim is een plaats (freguesia) in de Portugese gemeente Vila Real en telt 971 inwoners (2001).